# 小行星13145
小行星13145（13145 Cavezzo）是一颗绕太阳运转的小行星，为主小行星带小行星。该小行星于1995年2月27日发现。

## 轨道参数
小行星13145的轨道半长轴为3.0990409 UA，离心率为0.126。